# Mette Jacobsen
Mette Jacobsen (ur. 24 marca 1973 w Nakskov) – duńska pływaczka, specjalizująca się w stylu motylkowym oraz dowolnym, często pływała również stylem grzbietowym.
Jacobsen największe sukcesy osiągała podczas mistrzostw Europy, zdobywający łącznie 18 medali w latach 1989–2004. Jest siedmiokrotną mistrzynią Europy. Ma w dorobku również dwa brązowe medale mistrzostw świata z 1991 r. z Perth. Pływaczka pięciokrotnie startowała w Igrzyskach Olimpijskich od Seulu po Ateny, ale nie udało się jej zdobyć medalu. Najlepszy rezultat osiągnęła w Sydney zajmując 4. miejsce na dystansie 200 m stylem motylkowym. Dunka jest również multimedalistką Mistrzostw Europy i Świata na basenie 25-metrowym. Trzykrotnie biła rekord Europy.